# Clay Center (Kansas)
Clay Center és una població dels Estats Units a l'estat de Kansas. Segons el cens del 2000 tenia 4.564 habitants.

## Demografia
Segons el cens del 2000, Clay Center tenia 4.564 habitants, 1.979 habitatges, i 1.258 famílies. La densitat de població era de 680,4 habitants per km².
Dels 1.979 habitatges en un 27% hi vivien nens de menys de 18 anys, en un 52,6% hi vivien parelles casades, en un 7,2% dones solteres, i en un 36,4% no eren unitats familiars. En el 33,4% dels habitatges hi vivien persones soles el 19,7% de les quals corresponia a persones de 65 anys o més que vivien soles. El nombre mitjà de persones vivint en cada habitatge era de 2,24 i el nombre mitjà de persones que vivien en cada família era de 2,83.
Per edats la població es repartia de la següent manera: un 23% tenia menys de 18 anys, un 7,3% entre 18 i 24, un 22% entre 25 i 44, un 22,5% de 45 a 60 i un 25,1% 65 anys o més.
L'edat mediana era de 43 anys. Per cada 100 dones de 18 o més anys hi havia 88,7 homes.
La renda mediana per habitatge era de 31.531 $ i la renda mediana per família de 45.567 $. Els homes tenien una renda mediana de 29.526 $ mentre que les dones 16.149 $. La renda per capita de la població era de 19.128 $. Entorn del 5,9% de les famílies i el 9,8% de la població estaven per davall del llindar de pobresa.

## Poblacions més properes
El següent diagrama mostra les poblacions més properes.